# Strategie 18

Wahlplakat der FDP zur Bundestagswahl 2002

Mit Strategie 18, auch Projekt 18 genannt, wurde die Wahlkampfstrategie der FDP zur Bundestagswahl 2002 bezeichnet. Im Mai 2001 beschloss der Düsseldorfer Bundesparteitag der FDP die Strategie, die „mit neuen Formen der Kommunikation und Darstellung […] neue Wählerschichten“ für die Partei erschließen und die FDP als eigenständige und unabhängige politische Kraft außerhalb eines vorgegebenen Lagers positionieren sollte. Der Name bezog sich auf das Wahlziel, den Anteil an den Wählerstimmen von 6 auf 18 % zu verdreifachen. Inmitten von Kontroversen über eine möglicherweise damit verbundene rechtspopulistische Ausrichtung erzielte die FDP letztlich 7,4 % und rückte nach der Wahl von diesem Kurs ab.

## Vorgeschichte und Entwicklung
Die FDP geriet 1999 in eine existenzgefährdende Krise. Bei der Bundestagswahl am 27. September 1998 hatte sie die jahrzehntelange Regierungsbeteiligung in einer Koalition mit CDU/CSU an die rot-grüne Koalition verloren und war sowohl bei der Europawahl am 13. Juni 1999 als auch bei den meisten Landtagswahlen 1999 an der Fünf-Prozent-Hürde gescheitert. Die Partei war damit nur noch in 4 der 16 deutschen Landtage vertreten.
Vor diesem Hintergrund ließ Jürgen Möllemann, damals Landesvorsitzender der FDP NRW, von Fritz Goergen ein Wahlkampfkonzept zur Landtagswahl im Mai 2000 entwickeln. Es bekam den Namen „Werkstatt 8“; es stellte unter dem Motto „NRW braucht Tempo. Möllemann.“ die Themen Bildung, Verkehrsstau, Bürokratie und Sicherheit in den Vordergrund. Guido Westerwelle als damaliger Generalsekretär war von der Gesamtkonzeption „sehr angetan“. Bei der Kampagne war ein Plakat besonders umstritten: es zeigte Adolf Hitler zwischen Osho und Freddy Krueger mit dem Untertitel „Wenn wir nicht schnell für Lehrer sorgen, suchen sich unsere Kinder selber welche.“ Der Stimmenanteil konnte von 4 auf 9,8 Prozent mehr als verdoppelt werden. Im Wahlkampf wurde durch die „mediale Vermittlung von Emotionen und diffuser Ressentiments … die FDP zu einer Protestpartei ähnlich der FPÖ … und Möllemann zu einem Volkstribun nach Art von Haider“ stilisiert. Der Wahlerfolg veranlasste Möllemann, ehrgeizigere Ziele für die Bundes-FDP zu propagieren. Die Verwendung der Zahl 18 wurde verschiedentlich auch als rechtsextremes Symbol aufgefasst, da dies ein in der Neonazi-Szene gängiger Code für die Initialen Adolf Hitlers (der 1. und 8. Buchstabe des Alphabets) ist.
Auf dem folgenden Bundesparteitag 2001 wurde mit der Wahl Guido Westerwelles eine Abkehr vom bisherigen Image der F.D.P. als „Partei der Besserverdiener“ beschlossen. Das Konzept blieb in der Parteiführung umstritten. Nachdem die FDP im konventionell geführten Wahlkampf zur Bürgerschaftswahl in Hamburg im September 2001 nur 5,1 %, die rechtspopulistische Schill-Partei dagegen auf Anhieb 19,4 % Stimmenanteil erzielte, konnten sich die Vorstellungen von Westerwelle und Möllemann durchsetzen. Goergen gehörte ab Januar 2002 zu den Wahlkampfberatern Westerwelles und arbeitete am Projekt 18 mit.
Die weiteren Ideen der Strategie 18 waren nicht neu: Die Idee zur Kanzlerkandidatur stammte von Ralf Dahrendorf, das Ausbrechen aus dem bürgerlichen Lager hatten Jahrzehnte zuvor schon einmal Wolfgang Döring und Karl-Hermann Flach postuliert.

## Wahlkampf

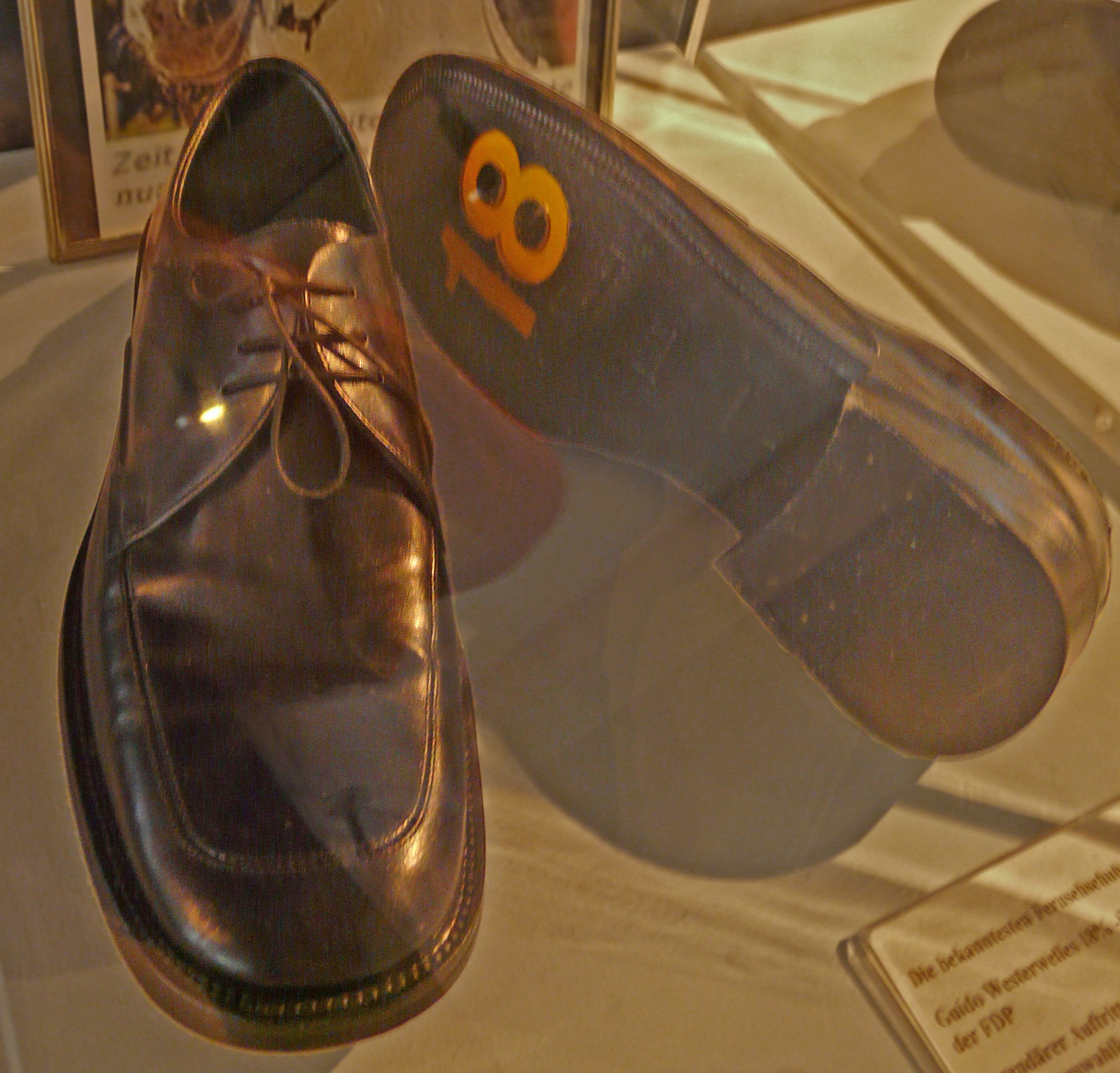
Westerwelles Schuhe, mit denen er auch im Fernsehen für das Projekt 18 warb

Die zur Bundestagswahl angestrebte Verdoppelung des Ergebnisses von NRW auf 18 % sollte auch mit ähnlichen Methoden wie bei „Werkstatt 8“ erreicht werden. So bewarb Guido Westerwelle das Projekt 18 in einem gelb-blauen Wohnmobil Winnebago Elanté 37, Baujahr um 1992, das mit „www.guidomobil.de“ beschriftet war und auf Volksfesten, bei Schwimmbädern und an Stränden sowie bei einer McDonald’s-Filiale eingesetzt wurde. Westerwelle trug dabei teils eine darauf abgestimmte Kleidung und versuchte vor Ort, interessierte Bürger für seine Partei zu gewinnen. Unter anderem stattete er auch dem Big-Brother-Container einen Besuch ab. Diese Form des Wahlkampfes wurde in den Medien nicht selten als Spaßwahlkampf bezeichnet und kritisiert.
Laut Westerwelle sollte eine „Äquidistanz“ – ein ideologisch gleicher Abstand – zu den Volksparteien CDU, CSU und SPD geschaffen werden, die es der FDP ermöglichen sollte, jederzeit eine neue Koalition einzugehen. Dem Liberalismus sollte insgesamt ein stärkeres Gewicht verliehen und so eigene Positionen durchgesetzt werden, was bis dahin nach Ansicht vieler Parteiaktiver zu stark der Koalitionsdisziplin und ähnlichen Erwägungen untergeordnet worden war.
Möllemann, der Fraktionsvorsitzende der FDP im Landtag NRW, unterstützte im April 2002 die Angriffe Jamal Karslis auf die israelische Regierung wegen deren Vorgehen gegenüber den Palästinensern. Einige rezipierten bzw. bewerteten dies als gezielten Antisemitismus Möllemanns im Bundestagswahlkampf. Einige führende FDP-Politiker lehnten den Fraktionswechsel Karslis von den Grünen zur FDP strikt ab. Karsli trat schließlich im Juni wieder aus der FDP aus. Im Laufe der Auseinandersetzung kritisierte Möllemann auch Michel Friedman, den damaligen Vizepräsidenten des Zentralrats der Juden in Deutschland. Kurz vor der Bundestagswahl ließ Möllemann das Faltblatt „Klartext. Mut. Möllemann“ als Postwurfsendung an die Haushalte in Nordrhein-Westfalen verteilen. In diesem Blatt griff er Israels Ministerpräsidenten Ariel Scharon und Friedman scharf an. Die daraus entstandene Antisemitismus-Debatte konterkarierte den „Spaßwahlkampf“ Westerwelles und verstärkte die Spannungen zwischen Westerwelle und Möllemann.
Bei der Landtagswahl in Sachsen-Anhalt im April 2002 konnte die FDP ihren Stimmenanteil von 4,2 auf 13,3 % steigern. Damit gelang es der FDP, neue Wählerkreise zu erschließen. „Eine Partei, die traditionell auf Wähler mit Besitz und Bildung setzte, fand plötzlich Zuspruch von Arbeitern und einfach strukturierten Geistern.“ Schon bei der Abgeordnetenhauswahl in Berlin im Oktober 2001 konnte die FDP ihren Stimmenanteil von 2,2 auf 9,9 % steigern, bei der auch schon die Strategie 18 zum Einsatz kam. Dagegen distanzierten sich die Landesverbände Baden-Württemberg (unter Walter Döring) und Hessen (unter Ruth Wagner) von dem Projekt. Der frühere bayerische Landesvorsitzende Hermann K. Stützer trat mit der Begründung aus der FDP aus, „die Bundesführung präsentiere die FDP mutwillig als ‚Spaßpartei‘.“
Bei der Bundestagswahl 2002 erreichte die FDP schließlich einen Stimmenanteil von 7,4 %; die rot-grüne Koalition unter Kanzler Gerhard Schröder konnte weiterregieren. Am Wahlabend fragte der Moderator der Elefantenrunde Hartmann von der Tann Guido Westerwelle: „Herr Westerwelle, sind 18 minus Möllemann sieben?“ Westerwelle antwortete, es habe nicht an Möllemann allein gelegen; die FDP sei „unter ihren Möglichkeiten geblieben“. Fritz Goergen verließ die Partei.

## Anschließende Kritik und Abkehr
Seit der Wahl verschärften sich die Konflikte in der Partei um den Führungsstil Westerwelles und das Verhalten Möllemanns. So trat Hildegard Hamm-Brücher (1921–2016) nach über fünfzigjähriger Mitgliedschaft aus der FDP aus. Sie forderte eine Aufarbeitung der „von A bis Z verfehlten Wahlkampfstrategie 18“. Dazu gehöre, dass dafür nicht allein Möllemann, sondern auch der Parteivorsitzende als Kanzlerkandidat Verantwortung trage. Zum anderen wandte sie sich gegen die „Annäherung der FDP an die antiisraelischen und einseitig propalästinensischen Positionen des Herrn Möllemann“ und empfand die Abgrenzung Westerwelles als unzureichend. Die hessische Landesvorsitzende Ruth Wagner forderte Möllemann aufgrund der Affäre um sein „antisemitisch gemeintes“ Flugblatt auf, die FDP zu verlassen. Möllemann legte im Oktober 2002 den Vorsitz der Landtagsfraktion und des Landesverbandes nieder und kam einem Parteiausschlussverfahren zuvor, indem er im März 2003 aus der FDP austrat; er starb im Juni 2003 (siehe Die Möllemann-Affäre 2002/2003).
Obwohl durch den „Spaßwahlkampf“ die FDP bei der Wahl überdurchschnittlich viele Jungwähler mobilisieren konnte, führten die Kontroversen um Möllemann zu einer Abkehr vom Projekt. Auf dem FDP-Bundesparteitag 2004 – ein Jahr nach Möllemanns Tod  – wurde die Abkehr vom Projekt 18 und der „Spaßpartei“ demonstrativ betont. In den Werbespots zur Bundestagswahl 2005 präsentierte sich die FDP in der Person ihres Vorsitzenden Westerwelle nun betont ernsthaft und staatstragend.
Von Teilen der Öffentlichkeit wurde das Projekt 18 eher als Medieninszenierung wahrgenommen und nicht als eigenständiges Wahlkonzept. Bereits vor der Kür Westerwelles zum Kanzlerkandidaten im Bundestagswahlkampf 2002 schrieben einige Medien der FDP das Image einer „Spaßpartei“ zu. Der Medienwissenschaftler Christian Schicha fasste dies mit den Worten zusammen: Möllemann „hatte erkannt, dass die personalisierte Form der Politikvermittlung ein wichtiger Gradmesser für den politischen Erfolg ist.“ Die Medieninszenierung eines Politikers würde aber dann fragwürdig, wenn „die Darstellung die eigentlichen Inhalte zu stark dominiert und die Problemlösungskompetenz durch populistische Auftritte ersetzt wird.“